# Microbille de plastique
Les microbilles de plastique — en anglais : microbeads  — sont des particules sphériques de plastique composées de polymères synthétiques (résines et/ou copolymères).

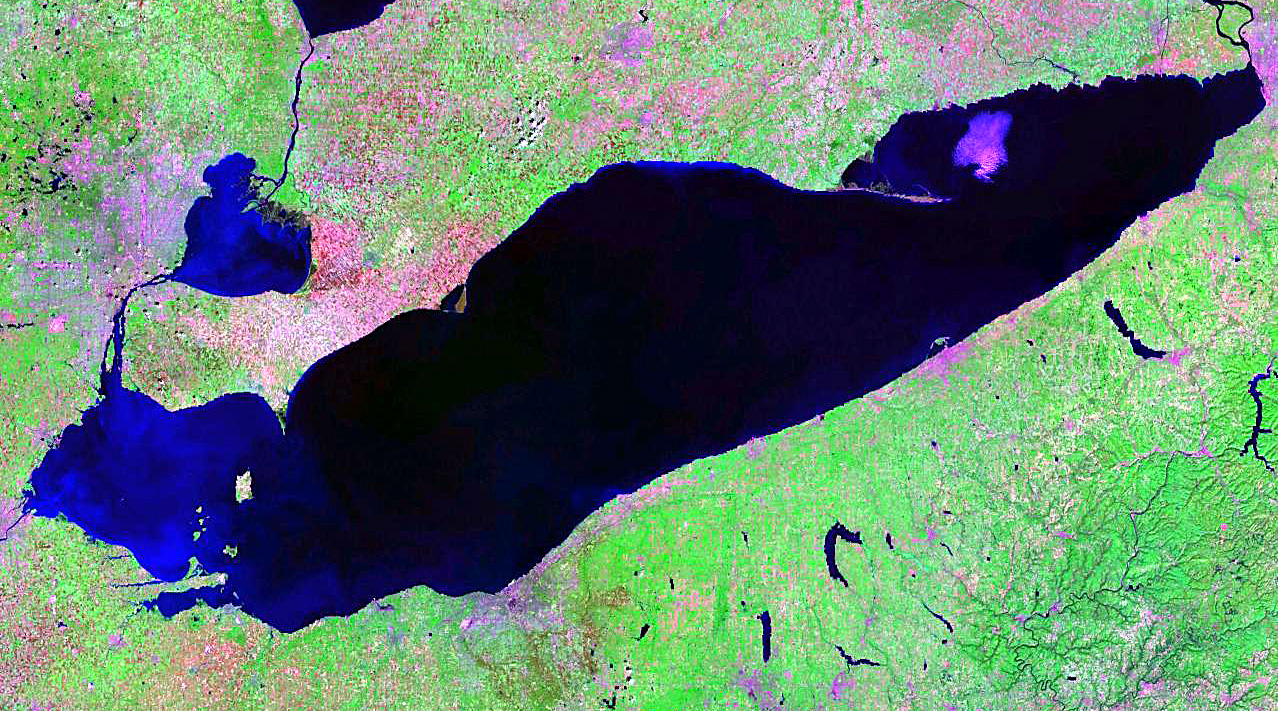
Le lac Érié, situé le plus au sud de la chaine des grands lacs nord-américains, est celui qui contient le plus de microbilles de plastique (dont 90 % environ proviennent des produits cosmétiques et d'hygiène au début des années 2010).

Elles sont de plus en plus utilisées depuis les années 1990 par l'industrie des cosmétiques. Ce sont alors des plastiques réputés non toxiques et non irritants pour l'être humain, mais qui posent problème quand ils sont diffusés dans l'environnement.
Leur résistance à la corrosion et à la biodégradation explique à la fois leur intérêt industriel et leur capacité de nuisance environnementale, car en fin de vie, elles constituent l'une des nombreuses formes de déchets dits « microplastiques » ; Le matériau constituant la plupart des microbilles n'est généralement pas toxique en soi, mais il devient ensuite un polluant problématique, car ces billes rapidement devenue omniprésentes dans les eaux douces et marines (elles constituent par exemple environ 90 % des microplastiques du lac Érié), peuvent adsorber de nombreux contaminants captés dans l'eau. Elles peuvent aussi relâcher des contaminants qu'ils contiennent et / ou lessiver des additifs toxiques qu'elles contiennent ou qu'elles ont adsorbés. La cinétique environnementale des microplastiques dans les milieux naturels est encore mal comprise (pour les phénomènes de bioturbation notamment), mais on sait maintenant qu'ils peuvent entrer dans le réseau trophique et la chaîne alimentaire marine.

## Composition chimique
Ces microbilles sont faites de monomères polymérisés, dérivés du pétrole ou de gaz naturel ou potentiellement du charbon (via la carbochimie),,.
Selon les usages auxquels on les destinait, elles peuvent contenir des gaz, des métaux, des métalloïdes ou divers additifs, en surface (coating), dans la masse du plastique, ou dans leur partie creuse quand il s'agit de sphéroïdes creux (microbilles isolantes ou expansibles par exemple).
Pour les produits cosmétiques, il s'agit alors essentiellement de polyéthylène (sous forme de polyéthylène pur, de polyisotéréphtalate d'éthylène ou de polytéréphtalate d'éthylène autorisés par la FDA pour le contact alimentaire), mais aussi d'acrylonitrile ou de chlorure de vinylidène, pouvant contenir des traces de métaux lourds et des dérivés de chlorure de vinylidène et d'acrylonitrile ou de monomères d'acrylique (ex. : acrylate de méthyle ou acrylate d'éthyle ou méthacrylate) ou de monomères de styrène (ex. : α-méthylstyrène ou styrène simple).

## Quantité et perceptions sociétales
Il n'existe pas de statistiques précises disponibles. Les microbilles ne représentent cependant qu'une faible part des 230 millions de tonnes de plastique produits en 2009 (PlasticsEurope, 2010), soit ∼8 % de la production totale de pétrole selon Thompson et al (2009), le « sommet de l'iceberg des micro plastiques » selon Kramm et al. (2018). Leur production a beaucoup augmenté, de même que leur présence en tant que déchet parmi les microplastiques dans l'environnement, et ils représentent pour une partie du public un exemple de produit non essentiel et gaspillé par la société de consommation, dans la « culture du jetable ». Pour Kramm et al., les microbilles de plastique perdues dans l'environnement sont un « exemple prototypique de la pollution plastique et de la globalité et de la complexité des problèmes environnementaux de l'Anthropocène » ; avec — comme dans le cas des perturbateurs endocriniens ou d'autres polluants dits émergents (nanoparticules…) — des risques et dangers difficiles à mesurer avec les moyens habituels d'évaluation des risques.

## Enjeux environnementaux
Ces particules sont de plus en plus présentes dans l'eau et les sédiments, en raison notamment d'usages cosmétiques de plus en plus controversés. De nombreux experts et citoyens considèrent que ces microbilles, même constituées de matériaux neutres, sont non indispensables et indirectement dangereuses pour les écosystèmes, voire pour les consommateurs quand elles rejoignent l’environnement ; pour au moins les raisons suivantes :
1. non biodégradabilité : leur durée de vie dans l’eau ou les sédiments est inconnue, mais supposée longue, voire très longue dans les sédiments (où elles restent accessibles aux organismes détritivores qui s'y nourrissent)[11] ;
2. taille comparable à celle du plancton. Elles ressemblent en outre souvent aux œufs de petits organismes marins (petite sphère translucide blanchâtre ou jaunâtre). Ce déchet est ainsi facilement confondu avec un aliment, et mangés par des organismes aquatiques ou captés par certains filtreurs (éponges, crustacés, mollusques) ;
3. surface adsorbante ; elle peut concentrer des polluants toxiques tels que des biocides, pesticides, hydrocarbures et autres polluants organiques persistants (POP). Elles les véhiculent ensuite dans l'environnement marin et les aident à pénétrer dans la chaine alimentaire. Dans les cosmétiques, ces microbilles sont parfois associées à des antimycosiques ou d'autres biocides et agents conservateurs destinés à allonger la durée d’utilisation et de sécurité sanitaire du produit ; Si ces biocides sont peu dégradables et qu’ils restent adsorbés sur la microbille, elle devient un véhicule pour ces toxiques ;
4. de nombreux types de microplastiques sont déjà retrouvés en quantité significatives dans certains organismes marins mangés par l'Homme (ex : huîtres, moules, escargots aquatiques, poissons, crustacés).

## Usages
Les microbilles de plastique sont utilisées par l'industrie et des laboratoires pour de nombreux usages :
- colorant : les microsphères de plastique teintées colorent des pâtes, poudres ou liquides. Elles peuvent aussi être traitées pour modifier la réflexion de la lumière, dans certains maquillages ou sticks à lèvre par exemple ;
- abrasif doux : de nombreux dentifrices vendus depuis la fin des années 1990 en contiennent (à ne pas confondre avec les microparticules de plastique colorées qui peuvent aussi être ajoutées dans certaines pâtes dentifrices) ;
- exfoliant  : des microplastiques sont ajoutés dans de nombreux produits « gommants » ou dans des savons, comme abrasif doux de la peau ; il s'agit d'une alternative moins chère (mais non biodégradable, ce qui pose un problème environnemental) aux fragments de cuticules d'avoine ou de riz, ou de noyaux ou « gant de crin » autrefois utilisés pour cela ;
- abrasif durs : ils sont réservés aux « crèmes à récurer » ou à des produits de polissage.
- agent de texture et/ou de viscosité : ils permettent de fabriquer des produits ne nécessitant plus d’être agités ou mélangés avant usage. Ils offrent alors (souvent en combinaison avec un médium gélifiant, et sans ajout de matière grasse) un effet visuel et une sensation lisse, fluide et homogène à certaines crèmes, gels, masques et lotions cosmétiques ou shampoings. 
Les microbilles qu'il contient confèrent au produit une qualité d'autolubrification qui donne une sensation particulière lors du contact avec le produit, sans laisser de taches grasses sur le papier ou le tissu ;
- artifices visuels : ces microbilles aident le maquillage à cacher les rides et ridules de la peau ; elles permettent aussi des effets spéciaux obtenus par la juxtaposition de couleurs variées, ou par l'utilisation de microbilles moirées, métalliques ou fluorescentes qui accrochent et renvoient la lumière d'une manière particulière, lorsque par exemple ajoutées à un vernis à ongles ou à une crème[12] ;
- aide à la visualisation : en microscopie ou en laboratoire, elles sont notamment utilisées pour la visualisation d'écoulement de fluide, et pour permettre l'observation et la caractérisation d'écoulement, mélanges de particules ou fluides dans un dispositif (par exemple en filmant les microsphères de polyéthylène colorées ou fluorescentes qui se déplacent) ;
- recherche et développement, industrie : la biochimie et les biotechnologies[13]) et certaines techniques de traçage en utilisent : des microsphères fluorescentes de polyéthylène sont ainsi couramment utilisées pour exécuter des tests « en aveugle », par exemple dans le cadre de protocoles destinés à minimiser la contamination croisée d'équipements et/ou de matériaux. Des microsphères invisibles à la lumière du jour deviennent fluorescentes et bien visibles dans le noir sous une lampe émettant de la lumière ultraviolette ;
- isolant : les microsphères utilisées à la fabrication sont alors creuses ou « expansives», par exemple pour produire des mousses isolantes à faible densité[14],[15]. Ces isolants peuvent être renforcés par des fibres[16]. Des microbilles creuses peuvent aussi améliorer la résilience physique et mécanique de certains plastiques (à base de vinyle par exemple[17]) ;
- agents antidérapants ; en créant une surface apparemment lisse, mais garnie de microreliefs (éventuellement élastique si les billes sont creuses et élastiques).
- agent de charge ; plus légères que les métaux et faciles à intégrer dans de nombreux polymères thermodurcissables (ex. : polyesters insaturés, polyuréthane, résine phénolique ou époxyde), elles permettent d'alléger l'objet fabriqué (ex. : table de travail en imitation marbre[18]) allégée et plus résistante aux chocs, plus maniable et facile à découper ou travailler, avec toutefois des risques différents en cas d'inhalation de « poussière de plastique » et en cas d’incendie) ;
Des microbilles plastiques sont aussi introduites dans certaines encres ou peintures (alors plus couvrantes ou capables de gonfler quand on les chauffe), ou réfléchissant différemment la lumière[19]. Des encres expansives (parfois dites « encres 3D ») sont utilisées pour produire des décors colorés et en léger relief sur des cartes postales, des textiles, des papiers peints texturés ou décorés de motifs en relief ou des films polyester[20] ;
- additif de tissu et textiles techniques (tissés ou non tissés ; ces derniers sont allégés tout en étant épaissis, compressibles, antidérapants et de fabrication moins coûteuse[21]) ;
- agent de traitement de surface du cuir (véritable ou artificiel), pour boucher les pores d’un mauvais cuir, donner un aspect nubuck, de peau ou de feutre fin ou d’autres effets de surface, pour l’impression de motifs sur cuir artificiel[22] ;
- additif de papiers spéciaux (1 kg de microbilles de plastique expansibles peut remplacer 20  à   30 kg de fibre de cellulose en produisant un papier plus souple et épais (1 % de ces microsphères dans la pâte à papier pourrait augmenter l’épaisseur finale de 20 à 25 %), selon un fabricant qui ne précise pas les conséquences pour la recyclabilité du papier ou les dégagements gazeux liés à sa combustion ;
- additif de garnitures de câbles électriques, pour améliorer les propriétés diélectriques de la gaine et l'alléger, tout en minimisant le risque de contact avec l’eau si le câble est partiellement endommagé[23].
- microsphères « thermoplastiques »[24] expansives[25] utilisées avec des colorants dans le domaine des beaux-arts[26],[27]. De nombreux brevets ont été déposés depuis les années 1990 sur le thème de l’expansion de microsphères de plastique[28] et de composition en incluant[29] et de la fabrication de telles microspheres[30],[31] ;
- anti-choc : certains plastiques permettent de fabriquer des microsphères expansées creuses et capables de se comprimer en se déformant puis reprendre leur forme initiale (résilience et mémoire de forme) plusieurs fois de suite sans être endommagées. Ceci les rend intéressantes pour créer ou améliorer des matériaux et structures d'absorption de chocs[23] ;
- microsphères magnétiques ou conductrices, par exemple utilisées dans des dispositifs électroniques de blindage EMI (il s'agit alors généralement de polyéthylène chargé de noir de carbone (cancérigène/mutagène) et/ou intégrant des additifs spéciaux).
- divers autres usages : des microplastiques sphériques étaient par exemple déjà couramment employés en 2007 (selon les industriels qui les fabriquent[23]) dans certains revêtements d’étanchéité de véhicules, des mousses ou mastics de remplissage utilisés dans les carrosserie, des véhicules marins, des imitations de marbre (utilisés par exemple dans les cuisines ou salles de bains, 46 % plus légers que du vrai marbre[18]), des explosifs, des matériaux de prototypage, des mastics et bois synthétiques, des imitations de cuir, permettant des effets antiglisse, de surface mate ou de diffusion adoucie de la lumière, des effets 3D, des propriétés particulières (isolation thermique ou phonique, réduction des vibrations) dont par exemple un toucher doux[32]. Depuis quelques années, on en trouve aussi dans certaines argiles semi-synthétiques et pâte à modeler de loisir (séchant à l’air avec un faible retrait[33] et emballage alimentaire ; 
Certains joints spéciaux en contiennent aussi[34] ou des matériaux cuits (céramiques[35]…), en raison de leur basse température de fusion/combustion et rapide transition de phase qui les rend utile pour créer des réseaux ou matériaux poreux dans une matrice dure ou incombustible à la température de fusion du plastique[36].

## Typologie
Il ne semble pas encore y avoir de classification internationale standardisée, mais ces microbilles de plastiques peuvent par exemple être classées :
- selon leur taille : de 5  à   1 000 µm (1 mm), typiquement ; et généralement 10  à   150 μm pour les cosmétiques[8] ;
- selon le type de polymère qui les compose (ex. : Expancel (microsphères thermoplastiques expansibles) par le groupe industriel Kemanord Plast) ;
- selon leur structure (homogène, pleine ou creuse (alors plus légère et contenant un gaz, isobutane, isopentane ou de l’air[8])).Thermoplastique expansé avec par exemple une masse volumique de 15  à   200 kg/m3 pour une taille moyenne de 100  à   250 μm dans le cas d’un agent exfoliant breveté par L'Oréal[8] ;
- selon certaines de leurs propriétés (hydrophobes ou hydrofuges, hydratées ou sèches[8], magnétiques, métallisées, etc.) ;
- selon leurs usages.

## Effets et cinétique environnementale
Comme cela a été le cas pour les nanoparticules, les microbilles de plastique ont rapidement été très utilisées, avant même que l'on ait étudié les effets possibles (ou avérés) de leur dispersion dans l’environnement.
Au début des années 2010, elles sont déjà diffusées par milliards dans le monde, via des centaines de produits différents.
Celles qui sont présentes dans les produits de beauté, de soin ou de nettoyage finissent inéluctablement (lessivés par l'eau de rinçage) dans les égouts puis dans les stations d'épuration qui ne sont pas conçues pour les retenir efficacement (plusieurs études ont montré (depuis les années 2010) qu'elles sont encore présentes dans les émissaires de station d'épuration ; La première des études confirmant l'inaptitude des systèmes d'épuration classique à filtrer les microplastiques a été publiée en 2009 par la revue Marine Pollution Bulletin (revue à comité de lecture), par des chercheurs de l'université d'Auckland).
Une fois dans les eaux courantes (rivières, canaux ou fleuves, etc.), certaines s'accrochent dans les algues et filasses bactériennes, sont mangées par des poissons ou filtrées par des organismes filtreurs ou se déposent dans la vase.
Une partie (proportion encore inconnue) finira dans les sédiments marins ou estuariens. D'autres encore restent en suspension dans l'eau ou flottent (les microbilles creuses si elles se sont séparées de leur matrice). Ces dernières peuvent être transportées sur de très grandes distances par les courants marins éventuellement jusque dans la « soupe de plastique » qui s'accumule dans les grands gyres marins. Durant leur parcours, elles peuvent être ingérées une ou plusieurs fois par divers organismes marins. D'autres encore sont retrouvés dans les grands lacs.
Dans l'environnement marin, elles ajoutent leurs effets négatifs à ceux d'autres déchets de matières plastiques (macrodéchets et microplastiques formés de fragments de fil synthétique, fragments de vernis, de résines, peintures plastiques ou plastifiées, de matériaux stratifiés, et de microparticules issues de la dégradation ou biodégradation partielle de contenants, sacs, bâches et objets divers en matières plastiques, etc.).
En 2013, la presse (dont la revue National Geographic) a attiré l'attention du public sur des taux de microbilles de plastiques (provenant de produits de beauté ou d'hygiène) atteignant des niveaux préoccupants dans les eaux et sédiments des grands lacs d'Amérique du Nord, le plus grand système d'eau douce de la surface sur la Terre. 
Les résultats ont été présentés à Proctor & Gamble Co et Johnson & Johnson, avec une demande de cesser d'utiliser des microbilles dans leurs produits puis présentés dans la revue Marine Pollution Bulletin. Les auteurs montrent qu’il y a déjà de fortes concentration de plastiques dans les grands lacs américains, particulièrement dans le lac Érié où les microbilles similaires en composition, forme et couleur à celles utilisées par les produits cosmétiques constituaient environ 90 % de tous les microplastiques.

## Toxicité
Le polyéthylène et certains de ses dérivés ont été considérés par l'EPA comme neutres pour la peau humaine, voire sans danger s’ils sont ingérés (tant qu’ils ne pénètrent pas durablement l’intérieur d’organes humain et qu’il ne sont pas présents sous forme de nanoparticules susceptibles d’avoir d’autres propriétés toxicologiques).
Selon l’évaluation toxicologique la plus récente (produite en 2014 par l’industrie des cosmétiques) relative aux polyéthylènes (dont PET), le fait que ces plastiques soient autorisés pour des usages tels que l’emballage alimentaire ou la mise en bouteille de l’eau, ou encore en fil de suture ou pour fabriquer des anneaux de dilatation de l’œsophage prouverait qu’ils sont sans danger dans les cosmétiques.
Cette étude n’évoque pas le devenir de ces particules quand elles deviennent des déchets (ex : quels sont les effets de l’ingestion accidentelle de sphères vieillies, lors de la consommation d'huîtres ou après leur cuisson dans des crustacés, poissons ou moules en contenant ?) quels sont les effets éventuellement différents du polyéthylène téréphtalate saponifié. Les auteurs n'ont pas jugé utile de faire des tests de mutagénicité pour des microbilles ayant séjourné dans la nature ; ils ont estimé que les tests déjà faits sur de l’eau de boisson ayant séjourné dans des bouteilles en PET suffisaient à garantir que ce plastique n’est pas mutagène sous forme de microbilles (alors que ces dernières ne sont pas en contact avec l’eau de boisson, mais d'abord avec la peau, et sachant qu'elles peuvent être accidentellement ingérées (avec le dentifrice, chez les enfants).
Des microplastiques semblent parfois accidentellement insérées dans la gencive ou au collet de la dent voire passer dans la peau, par exemple lors d’une coupure de lame de rasoir (en présence de mousse à raser ou d’un autre produit contenant des microbilles).
Les microplastiques sphériques livrées par l'industrie peuvent en outre se présenter comme une poudre légère (microbilles creuses) et donc inhalable (ce qui n’est pas le cas des mêmes plastiques quand ils sont présents sous forme de bouteille ou autres contenants dans notre environnement).
La toxicité pulmonaire de microbilles de plastique de type Expancel (qui contiennent des hydrocarbures gazeux faisant qu’elles se dilatent fortement quand elles sont chauffées, phénomène qui les a fait utiliser dans de nombreuses applications industrielles) a été étudiée chez le rat de laboratoire (sous forme expansée et non expansée). Cette étude a montré dans les deux cas des effets (histopathologie) de type « bronchopneumonie granulomateuse » caractérisés par les macrophages et des cellules géantes, suggérant une réponse persistante à ce corps étranger. Les microsphères expansées (mais non les microsphères non expansées) ont en plus fréquemment causé une bronchite à éosinophiles et une bronchiolite, avec métaplasie des muqueuses des voies aériennes et une inflammation granulomateuse organisé avec fibrose associée et obstruction des voies respiratoire, ce qui démontre selon les auteurs un risque professionnel pour les employés qui manipulent ces produits.

### Additifs ou impuretés du plastique
Une analyse des impuretés présentes dans un échantillon de paillettes brillantes de PET faite pour le compte de l’industrie des cosmétiques a montré des traces parfois significatives (ex. : 169 mg/kg d'antimoine et 2 mg/kg de plomb) de métaux et métalloïdes, dont arsenic, antimoine, plomb, mercure, nickel, cadmium et chrome. 
Les évaluateurs ont cependant considéré que les indices de migration de ces métaux hors du plastique permettaient de conclure à des vitesses de transfert très faibles (lixiviation sous les seuils de détection). L’étude ne précise pas comment ces transferts ont été étudiés.
634 cosmétiques contenaient des microbilles de polyéthylène, avec des concentrations approchant parfois les 100 %, alors que le polytéréphtalate de butylène était présent dans 34 produits (avec jusqu'à 12 % du produit) et le polyisotéréphtalate d'éthylène dans 23 produits (teneur jusqu'à 0,5 %). Contrairement à ce que leur nom laisse penser, ces produits ne contiennent pas de phtalate susceptible d’agir comme perturbateur endocrinien.

## Législation, perspectives de règlementation ou d'interdictions

Législation des microbilles dans le monde
◼ Interdiction totale, ◼ Interdiction de fabrication et d'importation, ◼ Régions de fabrication et régions où l'importation est interdite.
(Mise à jour à vérifier)

Aux États-Unis, le « Microbead-Free Waters Act 2015 » (ou « loi de 2015 sur les eaux sans microbilles ») a en 2015 prévu une interdiction progressive des microbilles dans les cosmétiques à partir de juillet 2017.
À la suite des constats scientifiques et associatifs faits dans les eaux douces, saumâtres et marines du monde, un consensus s'est peu à peu dessiné sur la dangerosité des microbilles pour l'homme et pour l'environnement :
- certains chercheurs ont proposé que les déchets plastiques flottants et dérivants soient classés parmi les déchets dangereux[44] ;
- l'État de l'Illinois a été le premier aux États-Unis à légiférer pour protéger ses cours d'eau en interdisant sur son territoire la fabrication et la vente de produits contenant des microbilles de plastique via des textes qui prendront effet en deux étapes en 2018 et 2019, de manière à laisser aux industriels et commerçants le temps de s'adapter à cette législation[45] ;
- l'assemblée de l'État de New York a voté en mai 2014 (108 voix pour, 0 contre) un texte bannissant les microbilles de plastique et une législation de ce type est envisagée dans l’Ohio et en Californie. En aout 2014, un projet similaire a failli passer en Californie (au moins provisoirement bloqué au Sénat)[46] et en octobre 2014, l'État du New Jersey examine un projet d'interdiction progressive, à partir de janvier 2018 (pour les produits courants) à janvier 2020 (pour les produits aussi considérés comme de soins médicaux)[47] ;
- les Pays-Bas ont été le premier pays au monde à annoncer son intention d'éradiquer les microbilles de plastique dans les cosmétiques avant la fin de 2016[48]. Les représentants des fabricants et importateurs de cosmétiques (Nederlandse Cosmetica Vereniging ou NCV)[49] ont déjà arrêté d'utiliser du plastique dans leurs produits ou travaillent à son élimination. En 2017, 80 % d'entre eux devraient avoir achevé la transition vers une ligne de produit exempts de microbilles, y compris de grandes entreprises telles qu'’Unilever, L'Oréal, Colgate-Palmolive, Henkel, et Johnson & Johnson ;
- le Royaume-Uni a prévu d'interdire la production des microbilles de plastique au 1er janvier 2018, et la vente des produits qui en contiennent à partir du 30 juin 2018[50],[51] ;
- lors de la Conférence des Nations unies sur les océans en juin 2017, la Suède a annoncé l'interdiction de la vente de cosmétiques contenant des microplastiques. Cette décision prendra effet en 2020. Six autres pays ont rejoint cet appel : la Finlande, la France, l'Islande, l'Irlande, le Luxembourg et la Norvège[52].

## Action ou réactions de l'industrie
Le Personal Care Products Council (autrefois CTFA) est une organisation commerciale créée en 1984. Elle regroupait en 2014 plus de six cents entreprises de l’industrie des cosmétiques et des fragrances et se présente comme défendant « activement la sécurité des consommateurs », comme source « fiable d'information sur l'industrie cosmétique et ses produits », mais aussi comme organe de lobbying international visant à « homogénéiser les normes mondiales pour les produits de consommation afin d'éliminer les barrières commerciales ».
Il a publié en 2014 un nouveau Guide d'évaluation de la sécurité des cosmétiques (Safety Evaluation Guidelines), et il a affirmé soutenir le projet de loi de l'Illinois (qui interdit le microbilles dans les cosmétiques avant 2019).
De grandes compagnies du domaine des cosmétiques telles que Body Shop, Johnson & Johnson, L’Oréal, et Procter & Gamble ont annoncé qu'elles se préparaient à supprimer ces ingrédients de leurs cosmétiques.

## Campagnes et vigilance citoyennes
De nombreuses associations de consommateurs et environnementalistes ont relayé les campagnes lancées en 2012, par la North Sea Foundation et la Plastic Soup Foundation (ensuite soutenues par 22 autres ONG, autour d’un logo « Warning: plastics inside » (« Danger, contient du plastique »).
De nombreux citoyens ont aussi relayé ces informations via leurs réseaux sociaux.
En novembre 2012, une application (App) pour smartphones permet aux consommateurs néerlandais de vérifier si les produits de soins qu’ils achètent contiennent des microbilles de plastique.  Quelques mois après, plusieurs chaines de vente et marques de cosmétique annoncent vouloir supprimer le plastique de leurs produits aux Pays-Bas.
En octobre 2012, le PDG de Plastics Europe Nederland annonce à la TV (émission Nieuwsuur), en tant que représentant de l'industrie du plastique, que les plastiques « ne devraient pas être utilisés dans les cas où ils peuvent se retrouver directement dans l'eau et en conséquence polluer les océans », ajoutant que l'industrie des plastiques ne se considère pas responsable de l'utilisation incorrecte de plastique par l'industrie des cosmétiques, mais qu’elle est prête à souligner toute utilisation inappropriée par l'industrie des cosmétiques. En décembre, une campagne relayée (puis primée) sur Twitter demande à Unilever de cesser d’utiliser ces produits. Unilever répond rapidement vouloir les supprimer vers 2015.
En 2013, la même campagne démarre en Allemagne, soutenue par le projet Blue Sea, avec des résultats immédiats ; plusieurs entreprises allemandes annoncent qu'ils cesseront d’utiliser les microsphères de plastique. Waste Free Oceans, une ONG créée par les recycleurs de plastique pour nettoyer le plastique des eaux côtières félicite Unilever et appelle d’autres producteurs à faire de même. 
L'été 2013, le PNUE et une ONG basée au Royaume-Uni (Fauna and Flora International) ont rejoint le partenariat pour développer cette application pour un public international. Cette application (aujourd’hui disponible en sept langues) semble avoir connu un grand succès, qui a sans doute contribué à encourager plusieurs grandes multinationales à cesser d'utiliser des microbilles. En mars, c’est la Commission européenne qui publie un Livre vert relatif à une stratégie européenne sur les déchets de plastique dans l'environnement où les microplastiques sont clairement présentés comme un nouveau sujet de préoccupation, que les stations d’épuration ne peuvent pas traiter. En avril, la campagne Beat the Microbead est présentée à la « Conférence internationale sur la prévention et la gestion des déchets marins dans les eaux européennes » à Berlin, et donne à la création d’une coalition européenne contre les microbilles, ainsi qu’à une pétition pour une interdiction européenne à partir du 1er janvier 2014 (pétition remise au commissaire à l'environnement Janez Potočnik). Une campagne identique démarre aux États-Unis, portée par l’ONG 5Gyres, avec des résultats presque instantanés (en avril-juin, L'Oréal, Colgate-Palmolive et Beiersdorf annoncent qu’ils cesseront d’utiliser des microbilles de plastique, et ils seront suivis en juillet de Johnson & Johnson, Procter & Gamble et Body Shop.) alors qu’en juin, la ministre néerlandaise de l’Environnement Wilma Mansveld appelle à une interdiction européenne sur des microbilles et envoie un document de travail au Parlement européen. En septembre, la campagne prend une ampleur internationale, avec l’établissement et la mise à jour de listes de produits contenant des microbilles aux Pays-Bas, États-Unis, Royaume-Uni, Allemagne et France).
En 2014, la coalition est soutenue par 57 ONG dans 28 pays, et Fauna & Flora International et la Marine conservation society lancent une nouvelle campagne nommée « Scrub it out ».